# Megan Craig
Pour les articles homonymes, voir Craig.
Megan Craig, née le 11 décembre 1992 à Blenheim (Nouvelle-Zélande), est une joueuse professionnelle de squash représentant la Nouvelle-Zélande. Elle atteint, en juillet 2015, la  39e place mondiale sur le circuit international, son meilleur classement. Elle est championne de Nouvelle-Zélande en 2014 et 2016.

## Biographie
Elle naît et grandit à Blenheim (Nouvelle-Zélande). Ses parents sont joueurs de squash et l'initient à ce sport. Elle est championne de Nouvelle-Zélande en 2014 et en 2016 après une année 2015 marquée par une chirurgie cardiaque
.

## Palmarès

### Titres
- Championnats de Nouvelle-Zélande : 2 titres (2014, 2016)